# Teatro Sistina
Il Teatro Sistina è un teatro che si trova a Roma in via Sistina, diretto da Massimo Romeo Piparo. Inaugurato il 28 dicembre 1949 come cinema-teatro e progettato dall'architetto Marcello Piacentini, è caratterizzato da una sala (larga 28 metri e profonda 30) priva di colonne e altre strutture, che permettono la visione dal pubblico di ogni ordine di posti.

## Gli esordi
Il teatro venne costruito tra il 1946 e il 1949 sul sito della chiesa di Santa Francesca Romana a Strada Felice. Poco dopo l'inaugurazione, nel teatro fu girata la scena finale del film Totò cerca moglie, in cui Totò e la sua fidanzata (Annie Sommers), inseguiti da modelle in abito da sposa, si rifugiano lì dentro. Curiosa è la scena, poiché all'entrata del teatro è visibile la locandina del film stesso. Incuriositi di come il film andrà a finire, i due personaggi entrano nella sala di proiezione, dove vedono la romantica scena finale del loro stesso matrimonio.
A inaugurare la programmazione cinematografica fu un film italofrancese, Le mura di Malapaga. Pochi giorni dopo seguì l'inaugurazione della programmazione teatrale. Sul palco una rivista prodotta da Remigio Paone: Bada che ti Mangio con protagonisti il già nominato Totò e Isa Barzizza. Il grande attore si mostrò entusiasta del Teatro Sistina sotto molti punti di vista: per l'eleganza delle sue linee, per l'acustica innovativa, per il notevole comfort offerto al pubblico e, infine, per gli accorgimenti adottati al fine di rendere più valide ed efficienti le condizioni di sicurezza del locale. Quel primo trionfale successo mostrò fin dall'inizio in maniera inequivocabile quali fossero le sue grandi potenzialità teatrali. Il Sistina pareva insomma avviarsi verso una coesistenza teatrale-cinematografica, che era la meno adatta per conferire precise identità a un locale moderno ed efficiente, situato in pieno centro, a breve distanza dalla storica Piazza Barberini, proprio nel punto più elegante e pulsante della Capitale.

## La vocazione per il teatro
Questa coesistenza non appagava in pieno né i sostenitori del Cinema, né i sostenitori del Teatro.
Anzi, tutto lasciava prevedere che il Teatro Sistina si sarebbe avviato verso un tipo di programmazione quasi esclusivamente cinematografica con qualche sporadica parentesi teatrale, allorquando, a fine estate del 1950, due eventi contribuirono a cambiare il suo destino.
Infatti, nell'arco di un solo anno, grazie ad una rinnovata gestione societaria ed alla definitiva trasformazione in sala cinematografica dello storico Teatro Adriano, il Sistina poté confermare la sua vocazione esclusivamente teatrale e divenire un luogo unico, moderno e situato in un'area fra le più belle di Roma.

## Garinei e Giovannini incontrano il Teatro Sistina
Nell'Ottobre 1950, in una splendida sala gremita dal pubblico delle grandi occasioni, il sipario si aprì per inaugurare la stagione teatrale 1950/51: ad iniziare il "nuovo corso" fu scelta La Bisarca scritto da due giovani autori: Pietro Garinei e Sandro Giovannini. I due autori non erano alle prime armi e non erano nuovi alle gioie del successo: di successi, anzi, ne avevano avuti con le riviste dell'immediato dopo guerra, nelle quali sfidarono la severissima censura anglo-americana. Ancora vivo il ricordo di Cantachiaro, Soffia so'..., Domani è sempre Domenica, Grand Hotel. Ma La Bisarca aprì una pagina nuova; era uno spettacolo d'avanguardia, basato essenzialmente su testi legati all'attualità, con le eleganti, ma sobrie scene di Giulio Coltellacci e tuttavia mancante dello sfarzoso impianto scenografico delle riviste che, in precedenza e soprattutto per Wanda Osiris, gli stessi autori avevano allestito.
Con il suo successo La Bisarca ebbe importanti influssi nel panorama del cosiddetto "teatro leggero": Garinei e Giovannini non solo furono colpiti dall'accoglienza del pubblico, ma rimasero anche entusiasticamente impressionati dalla bellezza del Teatro Sistina e dalla magia che si instaurava fra palcoscenico e platea. Dopo La Bisarca, il Teatro Sistina visse per tre anni un'intensa programmazione teatrale, ospitando le principali riviste dell'epoca.

## La Commedia Musicale

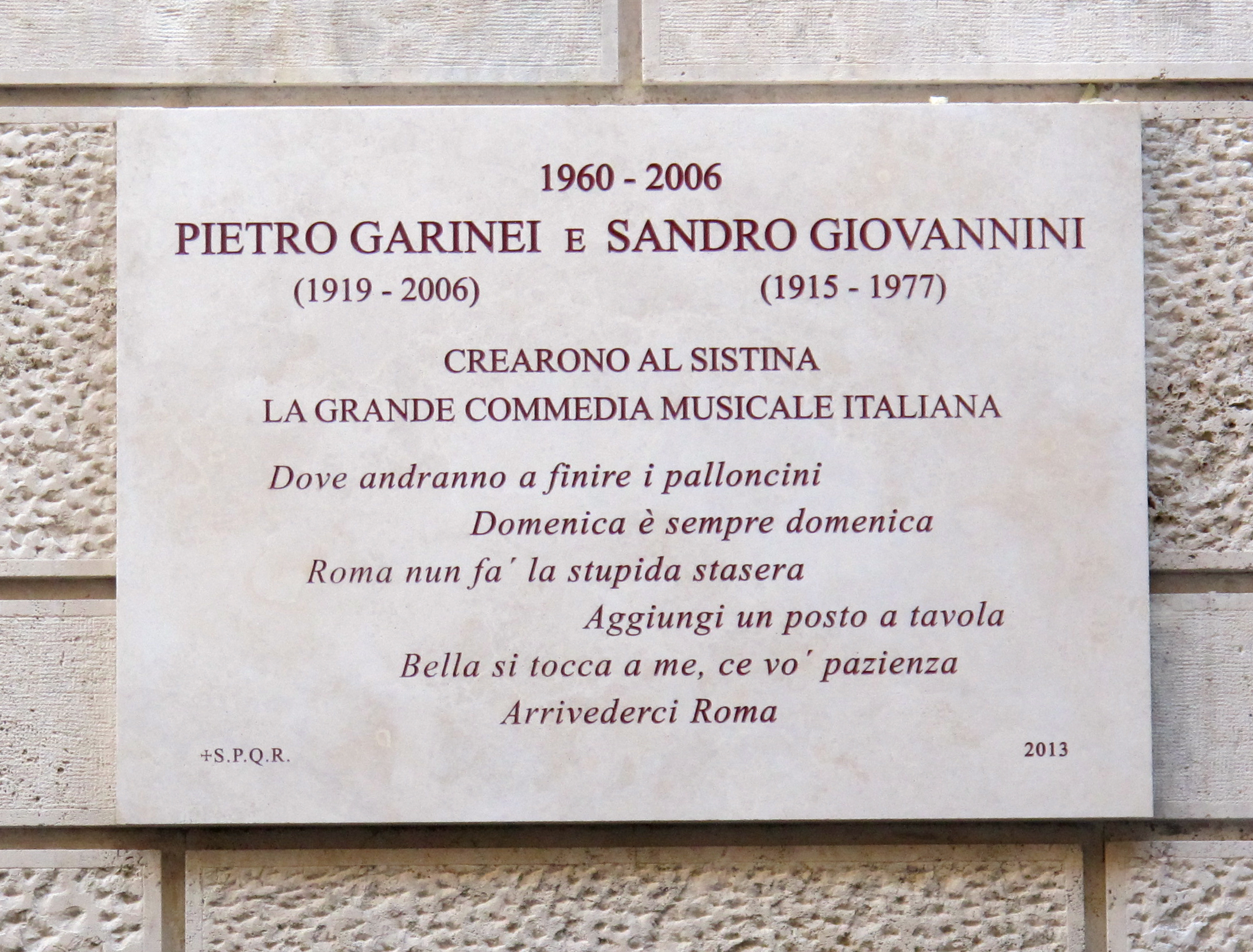
La targa a Garinei e Giovannini

Il 1952 è l'anno in cui Garinei e Giovannini si avvicinano a grandi passi verso la commedia musicale. Preceduto da Gran Baldoria, Il Diavolo Custode, Gran Baraonda e Made in Italy, il 15 dicembre 1952 debutta al Sistina il primo dei tre spettacoli che, per prudenza, i due autori definiscono "fiabe musicali" e che sono tutt'e tre imperniati su Renato Rascel: Attanasio cavallo vanesio, Alvaro piuttosto corsaro e Tobia, la candida spia il quale ultimo concluse con successo una trilogia lasciandosi alle spalle l'epoca della rivista e introducendo quella della Commedia musicale. È proprio al Sistina che nel 1953 Giovannini casualmente vide, in un charleston indiavolato, Delia Scala, nell'ambito di uno spettacolo di beneficenza della Croce Rossa a favore degli alluvionati, individuando in lei la protagonista del nuovo genere di teatro musicale che i due autori intendevano creare, e a cui fece da battistrada Giove in doppiopetto, dove la giovane attrice-ballerina, a fianco di Carlo Dapporto fu una rivelazione.
Dopo questi anni trionfali, il Sistina fu rilevato da un gruppo di industriali cinematografici che lo trasformarono in una sala Cinerama. Una trasformazione dolorosa e pesante che incise anche sull'architettura del teatro: bisognava far posto a 3 cabine di proiezione e ad uno schermo di 27 metri di larghezza per 11 di altezza. L'esperimento fu però fallimentare e l'anno successivo si tornò, per fortuna, alla programmazione teatrale. Ancora una volta protagonisti della programmazione gli spettacoli ideati e scritti da Garinei e Giovannini che per cinque anni trionfarono e resero unico il palco del Sistina: La granduchessa e i camerieri (Riccardo Billi, Mario Riva e la divina Wanda Osiris), Carlo Non Farlo (Carlo Dapporto, Lauretta Masiero, il Quartetto Cetra), Buonanotte Bettina (Walter Chiari, Delia Scala, Paolo Panelli), L’Adorabile Giulio (Carlo Dapporto, Teddy Reno, Delia Scala), Un trapezio per Lisistrata (Delia Scala, Mario Carotenuto, Nino Manfredi, Paolo Panelli).
Infine, il trionfale ritorno di Totò con A prescindere e un paio di spettacoli stranieri che affascinarono non poco il pubblico romano.

## Il Teatro Sistina e la direzione di Garinei e Giovannini
Il 1960 è l'anno della svolta: la gestione del Sistina viene affidata a Garinei e Giovannini. Una brillante ed illuminata conduzione, artistica ed imprenditoriale, che è durata fino al 2006, anno della scomparsa di Pietro Garinei il quale aveva diretto da solo il teatro fin dal 1977, anno della prematura morte di Sandro Giovannini, tramandando il prestigioso marchio “G&G”. In questi 46 anni il Sistina è diventato sicuramente il più importante teatro privato italiano conosciuto in tutto il mondo. Una fama dovuta agli spettacoli presentati, un indovinato mix di novità italiane e straniere e grazie alla incessabile ed insuperabile attività di Garinei e Giovannini che in questi anni hanno regalato al teatro (non solo italiano) capolavori come Aggiungi un posto a tavola, Rugantino, Il giorno della tartaruga, Un paio d’ali, Alleluja brava gente. Spettacoli rappresentati in oltre 45 paesi in tutto il mondo e che sono stati tradotti in 16 lingue.
Il Teatro Sistina è stato definito, dalla rivista per eccellenza dello showbiz statunitense Variety la "risposta italiana a Broadway" e, ancora, "l'orecchio musicale dei romani", definizioni dovute al fatto che, nei suoi 60 anni di vita, il Teatro Sistina ha ospitato i più grandi artisti nazionali ed internazionali ed i più popolari spettacoli musicali che il mercato potesse offrire.
Non vanno dimenticati, poi, i protagonisti dello spettacolo italiano che al Sistina hanno debuttato e che sono stati definitivamente consacrati: Marcello Mastroianni, Renato Rascel, Delia Scala, Carlo Dapporto, Aldo Fabrizi, Walter Chiari, Gino Bramieri, Johnny Dorelli, Paolo Panelli, Bice Valori, Enrico Montesano, Gigi Proietti, Enrico Maria Salerno, Gloria Guida, Mariangela Melato, Sabrina Ferilli, Valerio Mastandrea, Massimo Ghini, Serena Autieri. L'elenco potrebbe essere decisamente lungo.

## Il Teatro Sistina oggi
A partire dalla Stagione Teatrale 2013 - 2014 il Direttore Artistico del Teatro Sistina è Massimo Romeo Piparo, regista, autore e produttore dei più grandi successi teatrali e televisivi degli ultimi anni. Con la sua Direzione Il Teatro Sistina è tornato ad essere "il tempio della commedia musicale italiana" e riconosciuto come uno dei maggiori teatri di produzione in Italia e tra più importanti e rappresentativi anche all’estero, grazie alla messa in scena di titoli internazionali firmati Piparo e alle Star internazionali che ne hanno preso parte. Tra gli altri,  il Musical dei Record “Mamma Mia!” (Luca Ward, Paolo Conticini, Sergio Muniz, in scena ogni anno e sempre tutto esaurito dal 2017 al 2023), “Jesus Christ Superstar” (ininterrottamente in scena al Teatro Sistina dal 2014 con protagonista Ted Neeley, il Gesù "originale" del celebre film del 1973, e che ha visto alternarsi sul palco grandi interpreti come Yvonne Elliman e Barry Dennen (al Sistina reunion storica con Ted Neeley), Anggun, Max Gazzè, Elio, Pau con i Negrita, Frankie hi-nrg mc, Simona Molinari, Shel Shapiro, Mario Venuti), “Evita” con Malika Ayane (stagione 2015/2016), “Billy Elliot” (stagione 2015-16 con Luca Biagini e Sabrina Marciano e dalla stagione 2023 con Rossella Brescia e Giulio Scarpati),  “School of Rock” con Lillo Petrolo (stagione 2018-19), “Il Marchese del Grillo” (nel 2018 con Enrico Montesano e dal 2022 con Max Giusti), “Rugantino” (Michele La Ginestra, Serena Autieri, Massimo Wertmuller, Edy Angelillo), “Sistina Story”, (Enrico Montesano, Pippo Baudo), ”Tutti Insieme Appassionatamente” (Luca Ward, Vittoria Belvedere), “Sette Spose per Sette Fratelli” (Flavio Montrucchio, Roberta Lanfranchi), “My Fair Lady” (Vittoria Belvedere e Luca Ward), “Il Vizietto-La Cage aux Folles” (nel 2013 con Massimo Ghini e Cesare Bocci e successivamente con Enzo Iacchetti in coppia con Marco Columbro), “The Full Monty” (primo cast con Paolo Ruffini, Paolo Calabresi, Pietro Sermonti, Sergio Muniz, Gianni Fantoni e più recentemente con Paolo Conticini, Luca Ward, Nicolas Vaporidis, Gianni Fantoni, Jonis Bascir), “Cats” con Malika Ayane (in scena dal 2022) “Matilda” con Luca Ward e i The Pozzolis Family (stagione 2023-24) e "West Side Story" (stagione 2024-2025)
Sotto la Direzione di Massimo Romeo Piparo al Teatro Sistina sono andati in scena anche concerti e spettacoli di Star assolute del panorama italiano e internazionale come John Legend, Massimo Ranieri, Patty Pravo, Al Bano, Ornella Vanoni, Renzo Arbore, Fiorello, Pintus, Umberto Tozzi, e grandi Produzioni quali “Mary Poppins”, “Rocky Horror Show”, “Ghost”, le commedie di Vincenzo Salemme, gli show di Arturo Brachetti, e molti altri. 

## Direzione artistica del Teatro Sistina
- Garinei e Giovannini (1960 - 1977)
- Pietro Garinei (1977 - 2006)
- Gianmario Longoni ed Enzo Garinei (2006 - 2009)
- Gianmario Longoni (2009 - 2013)
- Massimo Romeo Piparo (2013 - in corso)